# La Chapelle, Ardennes

La Chapelle este o comună în departamentul Ardennes din nordul Franței. În 1 ianuarie 2022 avea o populație de 163 de locuitori.